# C³
C³ (シーキューブ Shīkyūbu?), también conocida como C Cube o Cube×Cursed×Curious, es una serie de novelas ligeras japonesas escritas por Hazuki Minase e ilustradas por Sasorigatame. La historia se centra en Haruaki Yachi, un joven quien recibió un cubo negro misterioso de su padre. Esa noche, Haruaki es despertado por un ruido y encuentra a una chica llamada Fear en su cocina comiendo galletas de arroz. Haruaki luego tiene que proteger a Fear de organizaciones que la buscan para capturarla o destruirla. Por suerte, Haruaki tiene muchos otros amigos como Fear dispuestos a ayudar. Fue adaptado a un manga y a un anime en la segunda mitad de 2011.

## Argumento
La historia comienza cuando un estudiante de instituto llamado Haruaki Yachi recibe un paquete misterioso y pesado de su padre que vive en el extranjero. Haruaki, acostumbrado a que su padre le mande objetos extraños decide poner el cubo en la bodega y no prestarle mayor atención. Esa noche, un ruido proveniente de la cocina lo despierta y al ir a inspeccionar se encuentra con una chica desnuda con el cabello de un color celeste platinado bastante largo robando galletas de arroz. Esta chica resulta ser la personificación del cubo negro que había recibido.
La chica se presenta como Fear in Cube y asegura ser una herramienta maldita que ha obtenido conciencia y es capaz de tomar forma humana debido al odio que ha recibido por mucho tiempo.
Fear revela que llegó a esa casa para poder liberarse de su maldición. Haruaki le permite quedarse diciéndole que el proceso de purificación puede ser bastante largo pero que eventualmente se liberará de su maldición.
Esa fue la primera de muchas sorpresas que le esperan a Haruaki y Fear quienes durante el desarrollo de la historia conocen a otras herramientas malditas en la misma situación que Fear. Se enfrentarán a organizaciones secretas que desean destruir a esas herramientas o apoderarse de ellas.

## Personajes

### Principales
Haruaki Yachi (夜知 春亮 Yachi Haruaki?)
Voz por: Yūki Kaji
El protagonista principal de la serie. Él es quien recibe de parte de su padre el cubo que está maldito y luego encuentra a una chica desnuda en su casa quien resulta ser la forma humana del cubo que había recibido antes. Es una persona sencilla que es amable con todos, le gusta vivir pacíficamente y no le gusta pelear, pero cuando hieren a sus amigos es capaz de pelear seriamente. Su única habilidad conocida es su alta resistencia a las maldiciones de las herramientas malditas por lo que los poderes de Fear (que es volver loco al dueño del cubo) no le afecta.
Fear Cubrick (フィア・キューブリック?)
Voz por: Yukari Tamura
La protagonista femenina de la serie. Fear es la forma humana del cubo maldito, una herramienta de tortura, que recibió Haruaki y por eso tiene una personalidad oculta que se libera por primera vez al escuchar gritar a Haruaki, cuando este está en problemas o simplemente cuando un hecho violento sucede en su presencia. Conforme avanza la historia, Fear comienza a tener un sentimiento amoroso hacia Haruaki. A medida que combaten y derrotan a otros objetos malditos descubre que estos poseen ciertas piezas llamadas discos de indulgencia, que al ser integradas a sus mecanismos desactivan sus habilidades destructivas acercándola poco a poco a su meta de anular su maldición.
Konoha Muramasa (村正 このは Muramasa Konoha?)
Voz por: Minori Chihara
Es una chica que aparentemente tenía una maldición, pero fue salvada por Haruaki. En realidad es una katana maldita que hace mucho Haruaki pudo purificar y desde entonces se ha convertido en su mejor amiga, vecina y compañera de clases. Tiene miedo a la sangre ya que teme que eso desencadene nuevamente sus anhelos violentos. Es la rival amorosa de Fear, por lo que siente celos de ella y no le gusta que la llame "senos de vaca"; en general cuando se molesta o siente celos suele usar pequeños ataques cortantes contra su amigo como desahogo. Solo cuando deben enfrentar un enemigo regresa a su forma original para ser usada por Haruaki, sin embargo rara vez permite liberar todo su poder, por lo que pelea con su saya puesta.
Kirika Ueno (上野 錐霞 Ueno Kirika?)
Voz por: Eri Kitamura
Representante de la clase de Haruaki y Fear. A lo largo de la historia, se descubre que conoce las herramientas malditas con el paso de la historia de la serie, y que tiene relaciones con una organización llamada Yamimagari Pakuaki. Kirika posee dos herramientas malditas: Amor de Ginstrnag, un atuendo (erótico); su maldición le da la capacidad de no morir y curar cualquier herida que sufra, a cambio de eso, el usuario morirá si se lo quita por lo que Kirika debe llevarlo puesto para siempre; además el desgaste del atuendo algún día lo destruirá por lo que está destinada a morir por su causa ignorando si resistirá días o décadas. La otra herramienta es Kurokawa Karen, que tiene la habilidad de expandirse como si fuera un interminable listón negro capaz de subyugar a su oponente; su maldición hace que el usuario quiera ahorcar, atar o dañar a alguien, sin embargo, ella controla esto gracias al Amor de Ginstrnag. Kirika también demuestra sentimientos hacia Haruaki.
Kuroe Ningyouhara (人形原 黒絵 Ningyōhara Kuroe?)
Voz por: Yui Ogura
Es una ex herramienta maldita quien recientemente ha regresado a la casa de Haruaki. Es una muñeca que puede controlar libremente su cabello para muchos propósitos. Kuroe es también propietaria de un salón de belleza, ya que ha desarrollado una gran habilidad como estilista. Por su aspecto de niña pequeña es muy popular entre los hombres del distrito comercial donde está su salón de belleza. Kuroe asegura que su maldición ya ha sido eliminada.

### Secundarios
Taizo Hakuto (伯途 泰造 Hakuto Taizō?)
Voz por: Takuma Terashima
Amigo y compañero de clase de Haruaki y Fear.
Kana Miyama (実耶麻 渦奈 Miyama Kana?)
Voz por:  Kana Asumi
Otra compañera de clases de Haruaki y Fear.
Sovereignty (サヴェレンティ?)
Voz por: Yuka Iguchi
Su nombre completo es Sovereignty-Perfection-Doll. Es una muñeca maldita de aspecto andrógino que causa que su propietario se enamore de él/ella. Su maldición consiste en un mecanismo mortal llamado Órgano Asesino que son cuchillas escondidas en su cuerpo. Cuando el nivel de amor de su dueño alcanza cierto nivel, el mecanismo se activa sacando todas las cuchillas quitándole la vida a su dueño. Otra de sus características es su habilidad de crear y controlar otros muñecos. Cuando su maldición es removida, Sovereignty es contratada como la sirvienta del superintendente de la escuela.
Shiraho Sakuramairi (桜参 白穂 Sakuramairi Shiraho?)
Voz por: Chiwa Saitō
Una ex-actriz talentosa de una famosa compañía teatral cuya familia posee una tienda de antigüedades. En un principio, Shiraho se hizo pasar por Sovereignty para confundir a Haruaki y compañía, y así la verdadera Sovereignty podría atacar a otros estudiantes “robándoles” su amor para intentar detener su maldición. Shiraho solía ser solitaria de actitud fría pero después de conocer a Sovereignty va cambiando y termina enamorándose de él/ella. Ante los demás, Shiraho sigue mostrándose fría aunque no tanto como al principio.

## Lanzamiento

### Novela ligera
| Núm. | Fecha de publicación     | ISBN                   |
| ---- | ------------------------ | ---------------------- |
| 1    | 10 de septiembre de 2007 | ISBN 978-4-8402-3975-2 |
| 2    | 10 de enero de 2008      | ISBN 978-4-8402-4143-4 |
| 3    | 10 de abril de 2008      | ISBN 978-4-04-867023-4 |
| 4    | 10 de agosto de 2008     | ISBN 978-4-04-867178-1 |
| 5    | 10 de diciembre de 2008  | ISBN 978-4-04-867422-5 |
| 6    | 10 de marzo de 2009      | ISBN 978-4-04-867597-0 |
| 7    | 10 de julio de 2009      | ISBN 978-4-04-867899-5 |
| 8    | 10 de noviembre de 2009  | ISBN 978-4-04-868143-8 |
| 9    | 10 de marzo de 2010      | ISBN 978-4-04-868397-5 |
| 10   | 10 de septiembre de 2010 | ISBN 978-4-04-868879-6 |
| 11   | 10 de abril de 2011      | ISBN 978-4-04-870421-2 |
| 12   | 10 de octubre de 2011    | ISBN 978-4-04-870957-6 |
| 13   | 10 de diciembre de 2011  | ISBN 978-4-04-886246-2 |
| 14   | 10 de julio de 2012      | ISBN 978-4-04-886707-8 |
| 15   | 10 de octubre de 2012    | ISBN 978-4-04-886982-9 |
| 16   | 10 de marzo de 2013      | ISBN 978-4-04-891433-8 |
| 17   | 7 de junio de 2013       | ISBN 978-4-04-891677-6 |

### Manga
Muy poca información se conoce sobre la adaptación a manga. La serie con arte de Akina Tsukako comenzó el 26 de febrero de 2011 publicándose en Monthly Comic Dengeki Daioh y terminó el 26 de enero de 2013 con un total de 3 volúmenes.

### Anime
Una adaptación a anime de C³ fue anunciada en la edición de abril de 2011 en el panfleto Dengeki AnimeStyle de ASCII Media Works. La serie fue producida por StarChild y Silver Link bajo la dirección de Shin Ōnuma con Michiko Yokote como supervisor de libreto. El opening para los primeros 8 episodios es "Endless Story" interpretado por Yukari Tamura y el ending es "Hana" (雪華, "Flor de Nieve") interpretado por Eri Kitamura. Del episodio 9 en adelante, el opening es "Shirushi" (紋, "Signo") interpretado por Eri Kitamura y el ending es "Sympathy of Love" interpretado por Yukari Tamura.